# Pontarachnidae
Pontarachnidae (лат.) — семейство тромбидиформных водяных клещей из надсемейства Hygrobatoidea (Parasitengona, Prostigmata). Около 30 видов.

## Распространение
Встречаются повсеместно, но, главным образом, в тропиках и субтропиках. Обитатели морей, реже пресноводные. Прибрежные зоны морей, эстуарии и коралловые рифы.

## Описание
Микроскопического размера водяные клещи округлой формы (длина менее 1 мм), живущие на водорослях, на грунте на побережье и среди кораллов на глубине 70 м. Мандибулы двух- или одночленистые; пальпы без клешни. Коготки ног с тремя зубцами. На половом органе отсутствуют половые присоски. Самые глубоководные представители семейства встречаются до глубины 67 м (вид Pontarachna nemethi, найден в коралловой экосистеме около Пуэрто-Рико) и более. Рекордную для представителей семейства глубину (70 м) показал вид Litarachna lopezae, который был найден в 2014 году на субстрате мезофитной экосистемы кораллового рифа Bajo de Sico в проливе Mona Passage, разделяющем острова Эспаньола (Гаити) и Пуэрто-Рико.

## Систематика
Включает 2 рода и около 30 видов.
- Litarachna Walter, 1925
  - Виды: L. amnicola — L. bartschae — L. brasiliensis — L. bruneiensis — L. caribica — L. cawthorni — L. curtipalpis — L. hongkongensis — L. lopezae — L. marshalli — L. sabangensis — L. smiti — L. triangularis
- Pontarachna Phillippi, 1840
  - Виды: P. adriatica Morselli, 1980 — P. aenariensis Mari & Morselli, 1983 — P. africana Smit, 2002[6] — P. anellata — P. nemethi Pešić, Chatterjee & Schizas, 2012 — P. punctulum Philippi, 1840 — P. tergestina Schaub, 1889 — …